# 純戀
純戀 （すみれ、1987年7月28日—2009年6月11日），原名石川安里沙（いしかわ ありさ），是日本岩手縣胆澤町出生的女性模特兒，她是代表於潮流時尚雜誌《小惡魔ageha》的專屬模特兒，亦在同時擔任於時裝及首飾設計等等。
純戀最後於2009年6月11日，因腦出血而在醫院逝世，終年21歲。

## 主要演出

### 雜誌
- 小惡魔ageha - 專屬模特兒

### 其他
- GACKT『小惡魔HEAVEN』CD JACKET
- 仙台Collection（2008年10月19日）

## 附註
1. ↑  "Fashion magazine 'Koakuma Ageha' popular model dies of brain hemorrhage" （页面存档备份，存于），2009年6月14日，Oricon News （日語）
2. ↑  "'Koakuma Ageha' popular model Sumire (aged 21) passes away" （页面存档备份，存于），2009年6月13日，Rocket News 24／MSN Topics （日語）
3. ↑  "Pendant supporting the restoration, succeeding model Sumire's dying wish" Archive.today的存檔，存档日期2013-02-19，2011年5月23日，讀賣新聞 （日語）
4. ↑  "Deceased gal model's dream realizes, a meeting of children with incurable diseases is held" （页面存档备份，存于），2009年10月24日，Chiba Nippo （日語）
5. ↑  "Good bye, Sumire." （页面存档备份，存于），2009年6月14日，Ebunroku Kotonoha／Hideaki Matsunaga （日語）
6. ↑  . Narinari. 2009年6月13日  [2011年8月25日]. （原始内容存档于2021年1月13日）.
7. ↑  "Sumire-san, a model for the likes of 'Koakuma Ageha', dies of brain hemorrhage." （页面存档备份，存于），2009年6月13日，Livedoor News （日語）

## 外部連結
- 純戀官方網站 - SUMIRE Official Website （页面存档备份，存于） （日語）
- 純戀官方部落格 （页面存档备份，存于） － powered by Ameba （日語）